# Blšanka
La Blšanka est une rivière en Tchéquie, dans le nord-ouest de la Bohême et un affluent de l'Ohře, donc un sous-affluent du fleuve l'Elbe.

## Géographie
Sa longueur est de 49 km[réf. nécessaire].

## Source
- (de) Cet article est partiellement ou en totalité issu de l’article de Wikipédia en allemand intitulé « Blšanka » (voir la liste des auteurs).